# Ulica Jagiellońska w Szczecinie
Jagiellońska (do 1945: Turnerstraße) – ulica położona w całości na obszarze szczecińskiej dzielnicy Śródmieście, na osiedlach Centrum, Śródmieście-Zachód, Turzyn.

## Przebieg
Ulica rozpoczyna swój bieg na skrzyżowaniu ulicy Kazimierza Twardowskiego oraz Stanisława Witkiewicza. Krzyżuje się kolejno z ulicami: Stanisława Noakowskiego, Strzelecką, Bohaterów Warszawy, Pocztową, Bolesława Śmiałego oraz z alejami: Piastów, Wojska Polskiego. Przecina plac Zamenhofa i następnie krzyżuje się jeszcze z ulicą Śląską, kończąc swój bieg na placu Lotników. Jej przedłużeniem jest ul. Małopolska.
Do 18 sierpnia 2014 ulica Jagiellońska była w całości dwukierunkowa. W tym dniu została zmieniona organizacja ruchu i od tego czasu ulica na odcinku od al. Wojska Polskiego do pl. Lotników ulica stała się jednokierunkowa. Wprowadzono parkowanie równoległe oraz po skosie.
17 lutego 2017 r. ZDiTM ogłosił przetarg na przebudowę ulicy Jagiellońskiej na odcinku od alei Wojska Polskiego do placu Zamenhofa. Zakres prac remontowych obejmuje m.in. wymianę asfaltu jezdni na nawierzchnię z kostek granitowych, zastąpienie płyt granitowych chodnika płytami kamiennymi układanymi na styk, remont instalacji podziemnych, zmianę organizacji parkowania. Przetarg rozstrzygnięty został na korzyść firmy Eurovia Polska określającej wartość prac budowlanych na 5,99 mln zł. Zwycięska firma zobowiązana jest do wykonania przebudowy ulicy w ciągu czterech miesięcy od podpisania umowy.

## Zabudowa
Zabudowę ulicy Jagiellońskiej stanowią w większości kamienice eklektyczne pochodzące z końca XIX wieku oraz częściowo powojenna zabudowa, która wypełniła zniszczone przez działania wojenne fragmenty pierzei. Na odcinku plac Lotników – al. Bohaterów Warszawy znajduje się zwarta zabudowa kamieniczna, za skrzyżowaniem z al. Boh. Warszawy do ul. Witkiewicza zabudowa staje się mniej zwarta, na tym odcinku wznoszą się także obiekty wolnostojące. Przy ul. Jagiellońskiej znajduje się m.in.
- Archiwum Państwowe w Szczecinie; adres: pl. Lotników 4, narożnik z ul. Jagiellońską
- Konsulat Republiki Litewskiej; adres: Rayskiego 23 róg Jagiellońskiej
- Szkoła Podstawowa nr. 1 im. Bolesława Chrobrego; adres: al. Piastów 6 róg Jagiellońskiej
- Regionalne Centrum Innowacji i Transferu ZUT; adres: Jagiellońska 20-21
- 6. liceum ogólnokształcące im. Stefana Czarnieckiego; adres: Jagiellońska 41
- Zakład Opieki Zdrowotnej Ministerstwa Spraw Wewnętrznych i Administracji; adres: Jagiellońska 44

## Transport
Na odcinku al. Bohaterów Warszawy – al. Piastów położone jest dwutorowe torowisko tramwajowe, z którego w stałej organizacji ruchu korzystają linie 4 oraz 5.

## Zdjęcia

Ulica Jagiellońska w Szczecinie
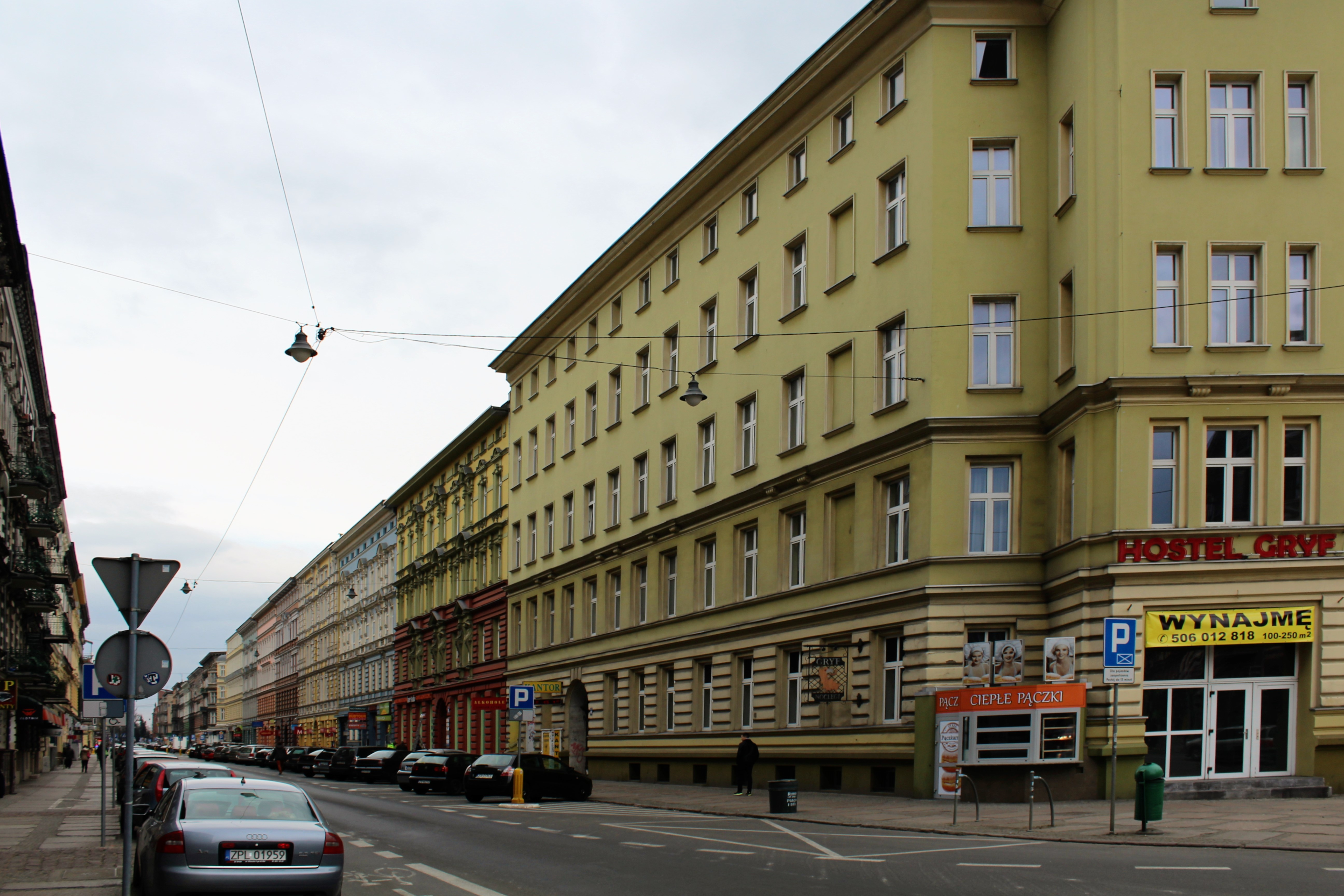
ul. Jagiellońska widziana ze skrzyżowania z al. Wojska Polskiego, 2015
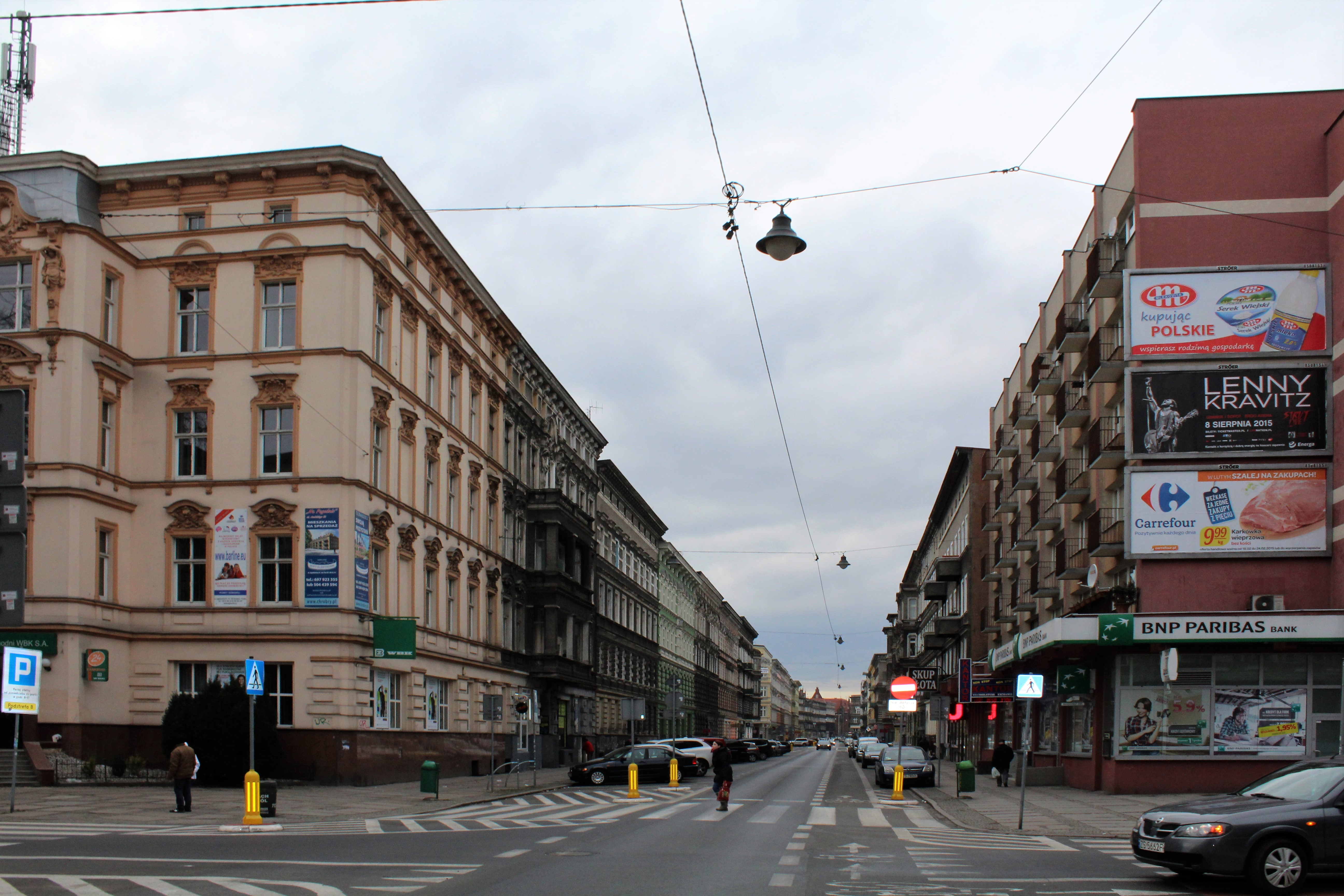
Widok ze skrzyżowania z ul. Śląską
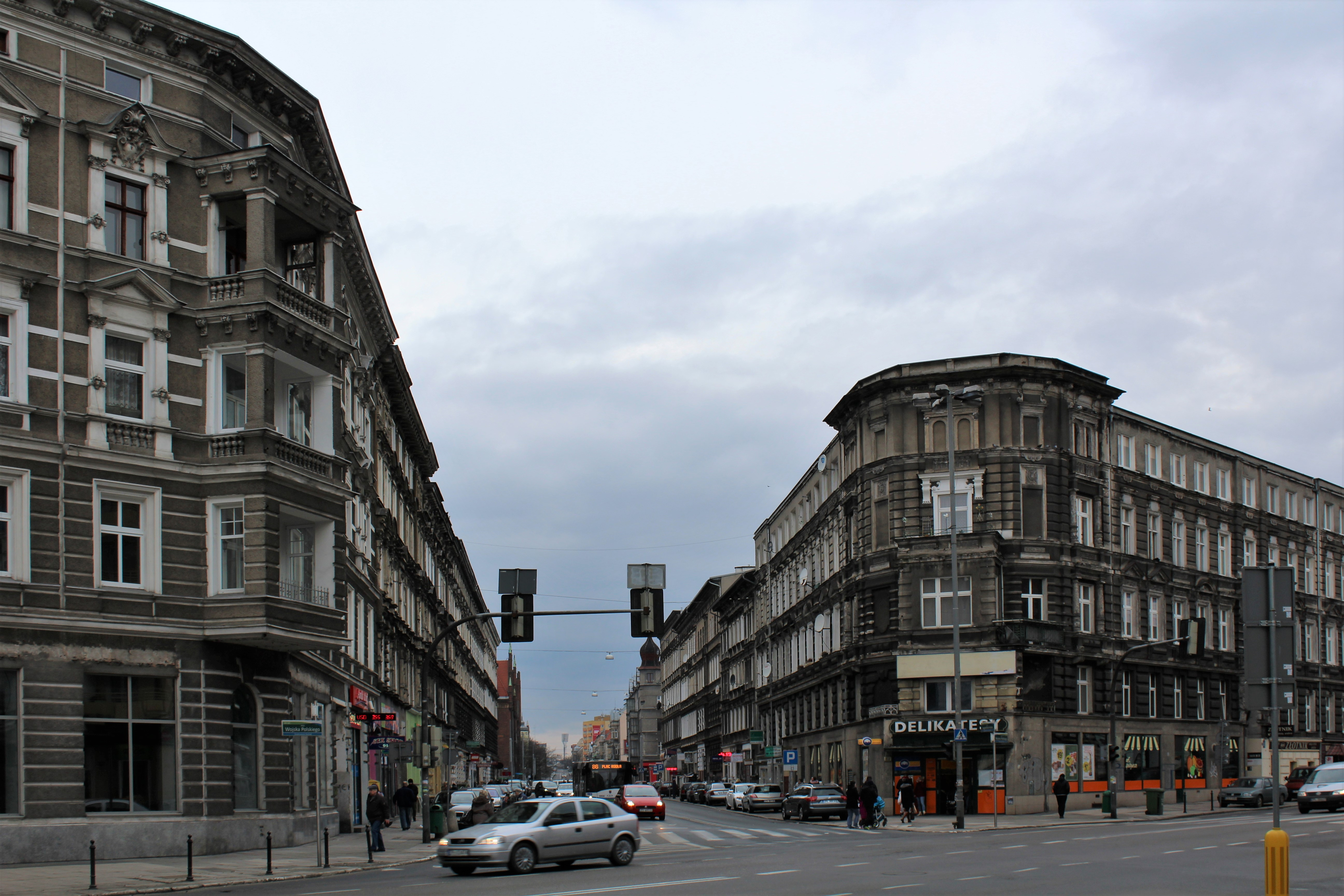
Skrzyżowanie z al. Wojska Polskiego
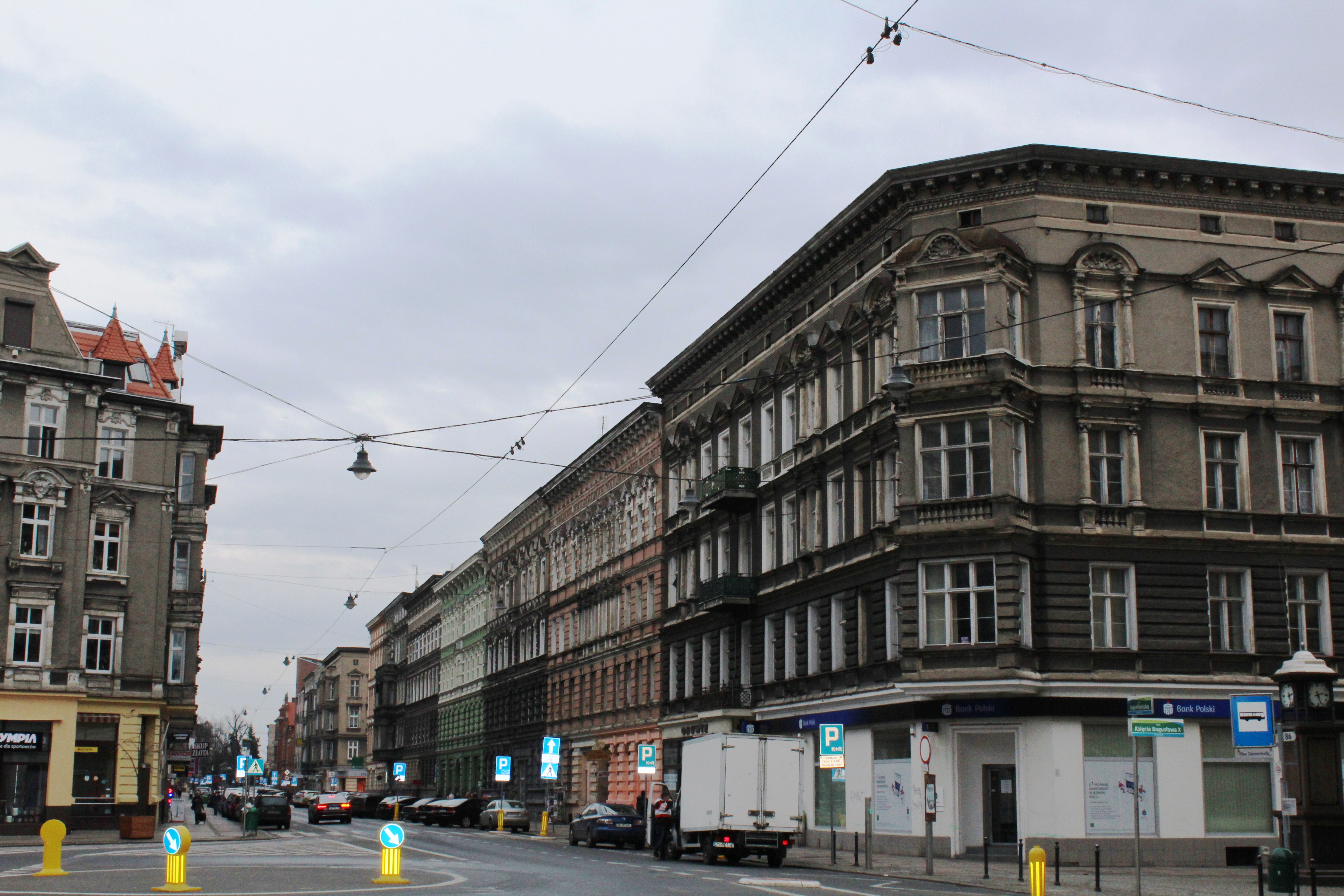
Ulica Jagiellońska przy pl. Zamenhofa
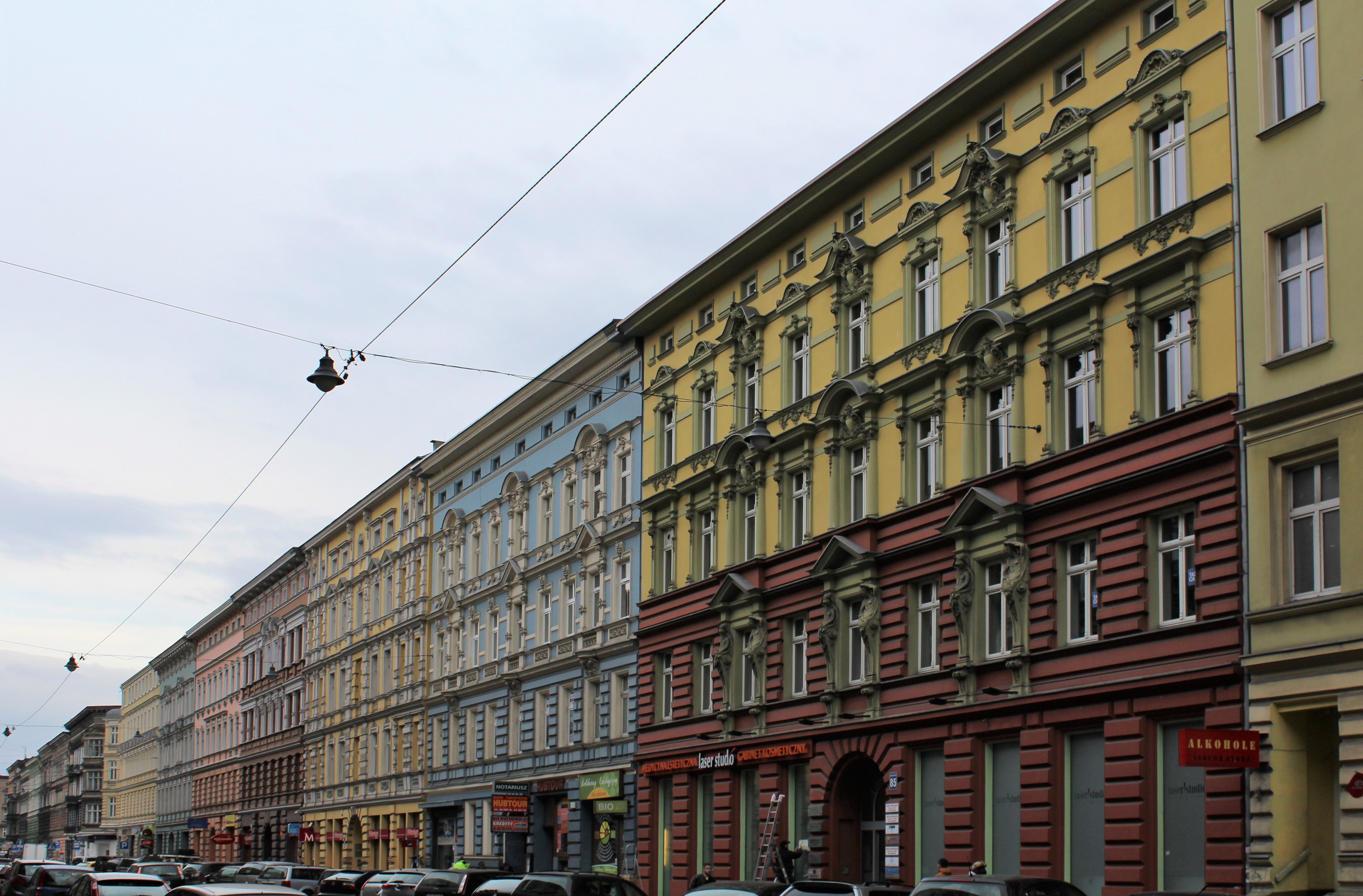
Wyremontowane przez SCR kamienice
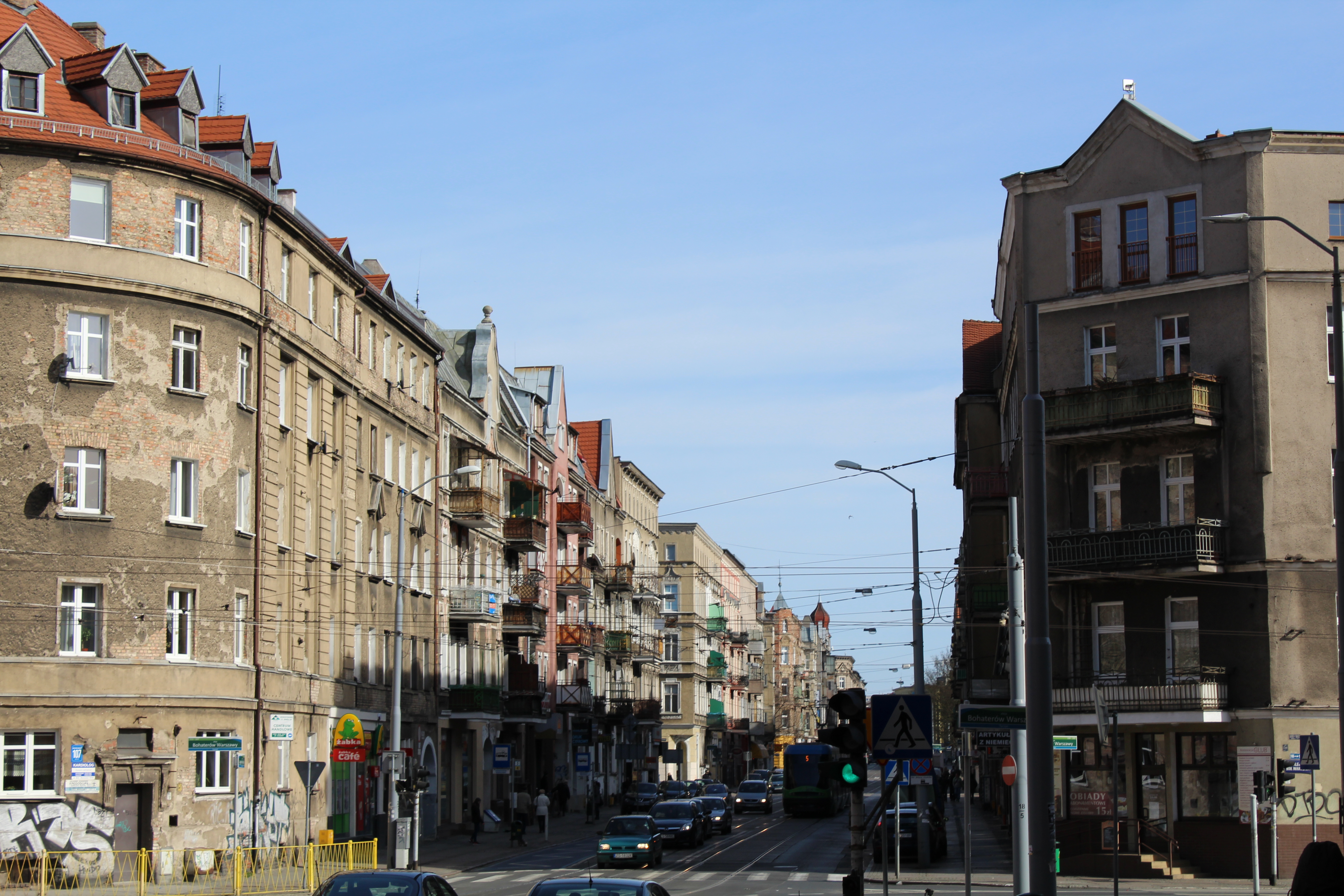
Ulica Jagiellońska, osiedle Turzyn
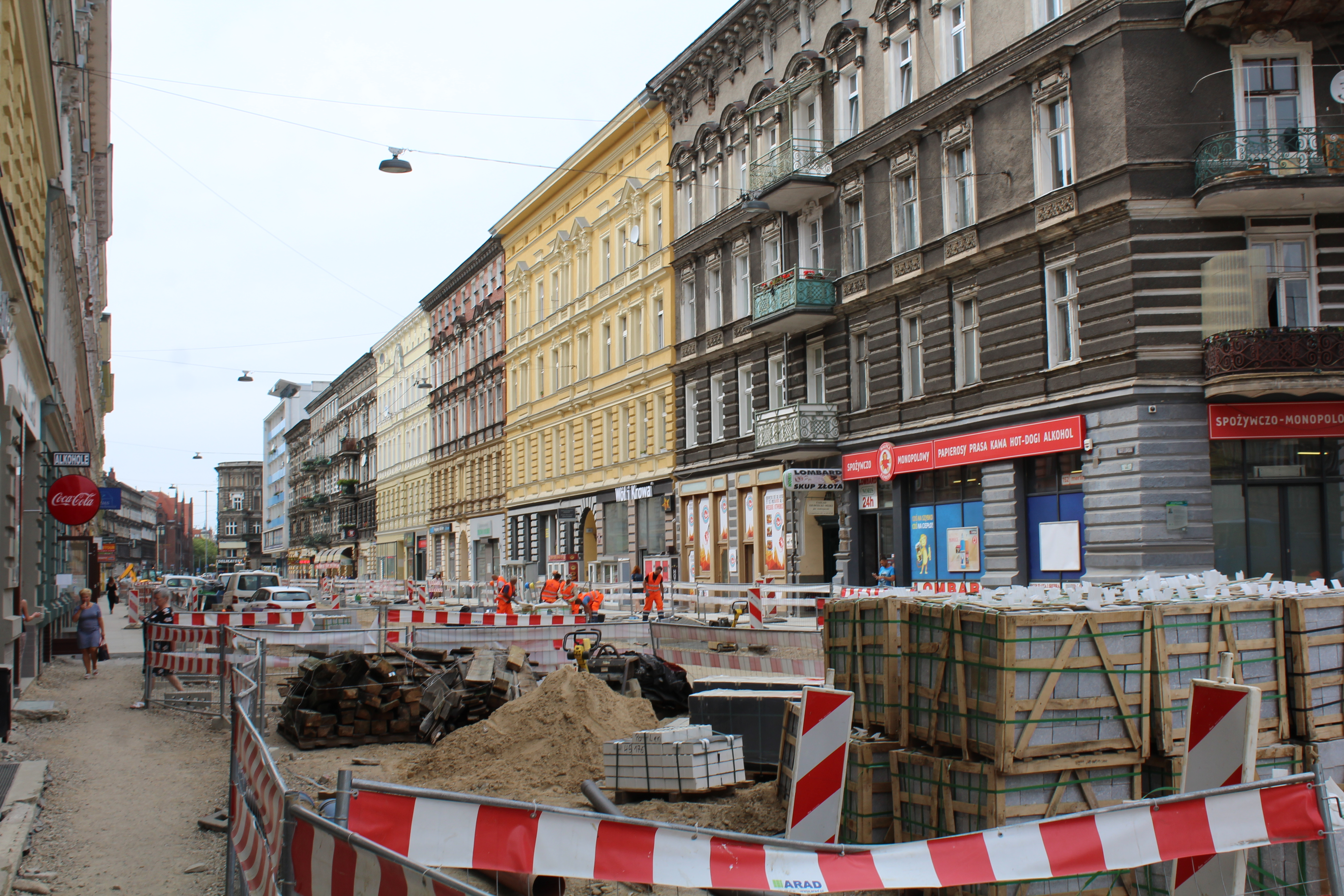
Remont części ulicy Jagiellońskiej, sierpień 2017
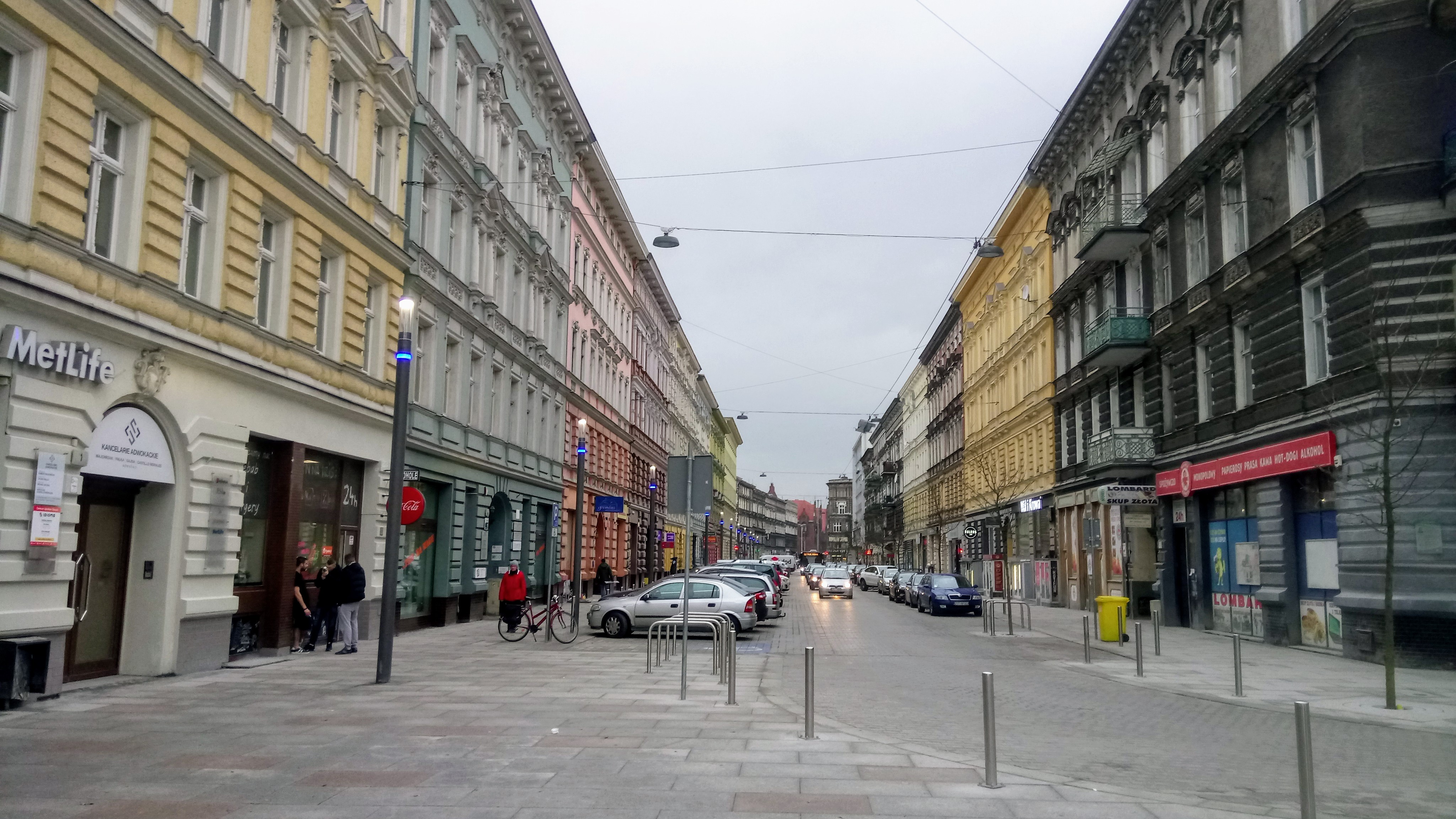
Ulica Jagiellońska po remoncie odcinka od pl. Zamenhofa do al. Wojska Polskiego, listopad 2017